# Ischnothyreus linzhiensis
Espèce
Ischnothyreus linzhiensis est une espèce d'araignées aranéomorphes de la famille des Oonopidae.

## Distribution
Cette espèce est endémique du Tibet en Chine,. Elle se rencontre dans la ville-préfecture de Linzhi.

## Description
La femelle holotype mesure 2,10 mm
Le mâle décrit par Tong, Bian et Li en 2023 mesure 1,64 mm et la femelle 1,76 mm.

## Systématique et taxinomie
Cette espèce a été décrite par Hu en 2001.

## Étymologie
Son nom d'espèce, composé de linzhi et du suffixe latin -ensis, « qui vit dans, qui habite », lui a été donné en référence au lieu de sa découverte, la préfecture de Nyingchi.

## Publication originale
- Hu, 2001 : Spiders in Qinghai-Tibet Plateau of China. Henan Science and Technology Publishing House, p. 1-658.